# Poowong
Poowong is een plaats in de Australische deelstaat Victoria en telt 587 inwoners (2006).